# Холодний Потік
Холодний Потік (пол. Zimny Potok — річка в Польщі, у Зельногурському й Кросненському повітах Любуського воєводства. Ліва притока Одри (басейн Балтійського моря).

## Опис
Довжина річки приблизно 39,60 км, найкоротша відстань між витоком і гирлом — 27,18  км, коефіцієнт звивистості річки — 1,46 .

## Розташування
Бере початок на південно-східній стороні від міста Зелена Гура біля населеного пункту Завада. Тече переважно на північний захід через Кренпу Малу і на південно-східній околиці від села Гостхоже (ґміна Кросно-Оджанське) впадає у річку Одру.
Населені пункти вздовж берегової смуги: Високе, Добженцин, Червенськ, Неткув, Ласкі.
Річку перетинає залізнична дорога. На лівому березі річки на відстані приблизно 2 км і місті Червенськ розташована однойменна станція.
Притоки: Лончна (ліва), Холодна Вода (права).

## Цікавий факт
- Річка пропливає через лісовий комплекс «Ліс Надоджанський», що входить у природний заказник «Холоний Потік».[2]